# Masayuki Uemura
Masayuki Uemura (上村雅之, Uemura Masayuki) (Tóquio, 20 de junho de 1943 — Akita, 6 de dezembro de 2021) foi um engenheiro, produtor de jogos eletrônicos e professor japonês, notório por seu trabalho como funcionário da Nintendo de 1971 a 2004.
Ex-funcionário da Sharp Corporation, Uemura ingressou na Nintendo em 1971 trabalhando com Gunpei Yokoi e Genyo Takeda na tecnologia de células solares para o jogo de arcade Laser Clay Shooting System. Depois de se tornar gerente geral da Nintendo Research & Development 2, Uemura foi o arquiteto líder do projeto Nintendo Entertainment System e do console e jogos do Super NES. Ele se aposentou da Nintendo em 2004 e se tornou diretor do Center for Game Studies da Ritsumeikan University.
Ele faleceu em 6 de dezembro de 2021, aos 78 anos.

## Biografia
Uemura trabalhou originalmente na Sharp Corporation logo após se formar na faculdade, vendendo baterias de células solares. Ele vendeu a tecnologia de fotocélula para várias empresas, incluindo a Nintendo, que a usava em um produto de arma leve, chamado de "arma de raios". Gunpei Yokoi, o principal designer de brinquedos da Nintendo na época, discutiu com ele a possibilidade de usar células solares da Sharp em produtos interessantes, usando seus recursos de detecção de luz para um jogo de tiro. Assim, eles, ao lado de Genyo Takeda, produziram jogos eletrônicos de armas leves em que a arma dispararia um feixe de luz nas fotocélulas, que atuariam como alvos. Depois que Uemura foi contratado pela Nintendo em 1971, eles lançaram o game Laser Clay Shooting System em janeiro de 1973. Laser Clay Shooting System era um jogo de fliperama em que os jogadores atiravam em imagens projetadas de pombos, com fotos registradas por fotorreceptores. Embora tenha sido um sucesso inicial, a crise do petróleo de 1973 levou ao cancelamento da maioria dos pedidos da máquina, deixando a Nintendo, que emprestou dinheiro para expandir os negócios, com dívidas de aproximadamente ¥ 5 bilhões. À medida que a empresa se recuperava, eles produziram uma versão miniaturizada do conceito para o mercado doméstico, Duck Hunt de 1976, um sucesso que mais tarde seria adaptado para o videogame de 1984 com o mesmo nome.
Quando o então presidente da Nintendo, Hiroshi Yamauchi, dividiu a Nintendo em divisões de pesquisa e desenvolvimento separadas, ele nomeou Uemara como chefe da Nintendo Research & Development 2, uma divisão que se concentrava em hardware. Uemura liderou o desenvolvimento do console Color TV-Game.
Em novembro de 1981, Uemura recebeu um telefonema de Yamauchi, que lhe pediu para fazer "algo que permitisse a você jogar jogos de arcade em sua TV em casa". Colaborando com Ricoh, ele e sua equipe começaram a criar um sistema que podia rodar o jogo de arcade de sucesso da Nintendo, Donkey Kong. Lançado em julho de 1983, este console se tornou o Family Computer (comumente conhecido pelo termo nipo-inglês Famicom), um console de 8 bits que usa cartuchos intercambiáveis. Apesar de seu pessimismo inicial com o console, ele logo provou ser um sucesso, vendendo 2,5 milhões de unidades no final de 1984. Devido à queda do videogame em 1983, quando os consumidores tinham pouca confiança nos consoles de videogame devido ao controle de qualidade deficiente, o Famicom passou por um redesenho quando foi trazido para os Estados Unidos, seu primeiro mercado ocidental. O slot do cartucho foi alterado para ser de carregamento frontal para imitar o deck de fita de um videocassete e para reduzir o risco de eletricidade estática em climas mais secos, enquanto o NES Zapper foi empacotado para atrair o interesse dos americanos em armas. Renomeado como Nintendo Entertainment System (NES), o console também seria um sucesso no exterior. Uemura então projetou o Famicom Disk System, um complemento exclusivo do Japão para a Famicom que reproduz jogos em disquetes.
Em 1988, Uemura começou a projetar o Super Famicom, o sucessor de 16 bits do Famicom, que seria demonstrado à imprensa japonesa. Ele e sua equipe trabalharam com Ken Kutaragi, um engenheiro da Sony que projetou o chip de som do sistema e mais tarde desenvolveria o PlayStation. Lançado pela primeira vez no Japão em 1990, seria batizado de Super Nintendo Entertainment System no Ocidente. Em 1995, sua equipe lançou o Satellaview, um add-on para o Super Famicom que permitia aos jogadores baixar conteúdo via transmissão via satélite.
Durante seu tempo na Nintendo, ele também produziu videogames, incluindo futebol, beisebol, golfe, Clu Clu Land e Ice Climber.
Uemura aposentou-se da Nintendo em 2004, permanecendo como conselheiro no Departamento de Pesquisa e Engenharia. Ele se tornou professor na Ritsumeikan University, em Quioto, pesquisando e ensinando sobre videogames.